# De Berend Boudewijn Kwis
De Berend Boudewijn Kwis (afgekort: De BB-Kwis) was een Nederlands spelprogramma dat door de KRO op zaterdagavond eens per maand na het NOS Journaal op de Nederlandse televisie werd uitgezonden. De eerste aflevering werd uitgezonden op 30 oktober 1971 en de kwis liep in totaal vier seizoenen tot in 1975.De kwis werd gepresenteerd door Berend Boudewijn met Pierre van Ostade als spreekstalmeester achter een lessenaar met publiek, Het programma werd geproduceerd door Jos van der Valk, die het idee in de Verenigde Staten had opgedaan. De intro begon altijd met de mededeling: "Jos van der Valk presenteert".

## Concept

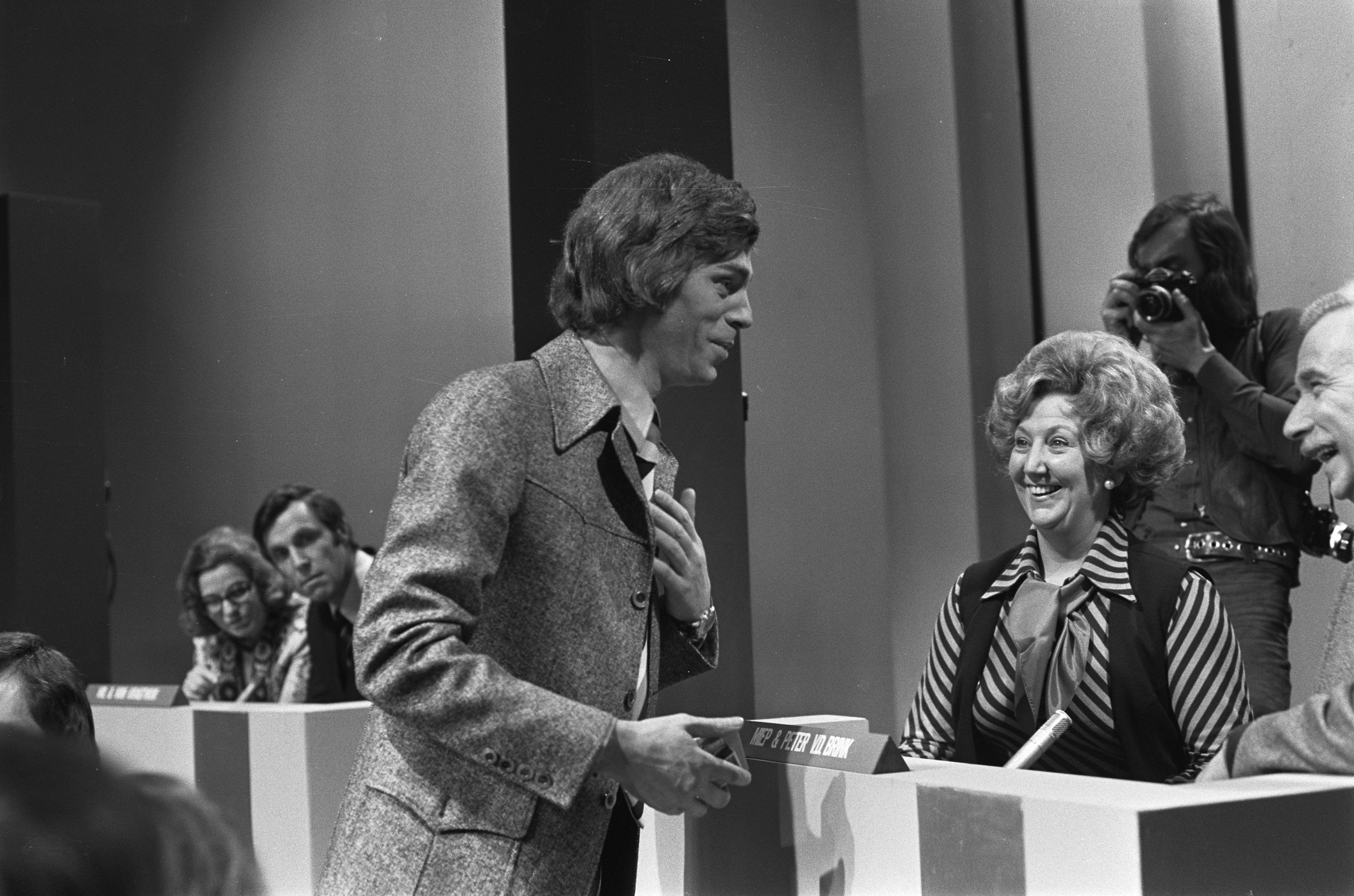
uitzending 16 maart 1973

De kwis bestond uit vijf ronden. De kandidaten waren echtparen waarbij gestart werd met zeven echtparen. Iedere ronde viel het echtpaar met de minste punten af. De laatste ronde, de finaleronde, werd gespeeld met drie echtparen. 
In de eerste ronde moest men het antwoord raden dat de huwelijkspartner, die even niet aanwezig was, even later zou geven. In de tweede ronde moest men kiezen welk panellid welke uitspraak even eerder had gedaan. Het panel bestond in de loop der jaren onder meer uit Eli Asser, Rita Corita, André van Duin, Rinus Ferdinandusse, Donald Jones, Henri Knap, Ada Kok en Mieke Telkamp. In de derde ronde kreeg men vragen over de actualiteit. Zo waren er o.a. vragen over politiek, radio en televisie, cultuur en sport. Een steeds terugkerende sportvraag was die over welk renpaard een recente race had gewonnen. In de vierde ronde diende een van de twee echtelieden een schietproef met een op afstand bediende kruisboog te doen.
In de vijfde ronde kreeg men vragen voorgelegd die men kon beantwoorden als men het eerste had gedrukt. In deze laatste ronde konden met het verdiende geld ook prijzen worden gekocht. Om de prijs te kunnen kopen, diende men net als met de vragen als eerste te drukken. Deelnemers konden huishoudelijke apparaten zoals koelkasten, wasmachines en gasfornuizen als prijs winnen maar ook onder meer tuinameublementen, colliers, televisietoestellen, vouwfietsen, fotoapparaten, geluidsapperatuur, brommers of grasmaaimachines. De prijzen werden aangekondigd door de stem van Pierre van Ostade, na Berends vraag: En Pierre, wat hebben ze gewonnen? Een steeds terugkerende prijs was een Berend Boudewijn Kleurentelevisiestoel. In 2017 vertelde Berend Boudewijn in het programma DWDD dat Jos van der Valk deze partij stoelen voor een zacht prijsje had kunnen kopen en er dus in elke uitzending een stoel uit moest. Door de aankondiging van Pierre van Ostade werd deze stoel een enorme hit. In de laatste uitzending van het eerste seizoen was de hoofdprijs een boot met buitenboordmotor.
De winnaars moesten hun prijs na een cryptische omschrijving zelf kiezen. Achter drie gesloten gordijntjes met de nummers 1, 2 en 3 stonden de prijzen opgesteld. Eerst werd gegaan naar de prijs die men niet had gekozen. De drie ruimtes waar de hoofdprijzen zich bevonden lagen enkele tientallen meters uit elkaar zodat het enige tijd kostte om er te komen. Dit gaf de programmaleiding de mogelijkheid om achter de schermen een en ander aan te passen. Had men al veel prijzen dan werd de waarde van de hoofdprijs minder. Aan het eind van een ronde wanneer een echtpaar afviel en aan het eind van het programma somde Pierre van Ostade eerst op wat de kandidaten "niet" gewonnen hadden en daarna wat ze wel gewonnen hadden.
De Berend Boudewijn Kwis was opvallend vanwege het (voor die tijd) grote prijzenpakket. In de intro werd gewag gemaakt van Het spel met "1001" prijzen. Op zich waren de prijzen helemaal niet zo kostbaar, omdat de omroepen onderling hadden afgesproken niet meer dan 1.700 gulden (ca. € 770) aan prijzengeld te besteden, maar het waren vooral veel prijzen. Later werd de waarde van sommige prijzen wel hoger.
Ook kon men een goed humeur winnen en was er de gevatheidsprijs, een prijs die men zomaar tussendoor kon winnen, bijvoorbeeld als men het publiek aan het lachen kreeg. In tegenstelling tot Eén van de acht traden er geen artiesten op en werden er anderhalf uur lang alleen spelletjes gespeeld. De Berend Boudewijn Show begin jaren 80 was een vervolg op dit spelprogramma.
De Berend Boudewijn Kwis won in 1973 de Gouden Televizierring. In 1974 won de show ook Humo's Prijs van de Kijker, nog steeds het enige Nederlandse televisieprogramma dat deze prijs in ontvangst mocht nemen.

## Status
Het spelprogramma had erg hoge kijkcijfers, soms tot zeven miljoen kijkers per aflevering. Ook in Vlaanderen was het erg populair. Daarom werd in het laatste seizoen de uitzendfrequentie verdubbeld naar eens per veertien dagen. Er was naast de Nederlandse ook een Vlaamse editie die vanuit de studio van de BRT in Brussel kwam en in Nederland door de KRO werd overgenomen. Het enige verschil met de Nederlandse editie was dat bij de Vlaamse editie de guldenbedragen werden vervangen door Belgische franken.